# الإجهاض في لوكسمبورغ
تم السماح بالإجهاض في لوكسمبورغ في 15 نوفمبر 1978. قبل نهاية 12 أسبوعًا بعد الحمل (14 أسبوعًا بعد آخر دورة شهرية), يمكن للمرأة التي تقرر أنها «في ضيق» الحصول على إجهاض بعد استشارتين مع طبيب، واحدة طبية والأخرى نفسية اجتماعية وفترة انتظار لا تقل عن ثلاثة أيام. يمكن الحصول على الإجهاض في مراحل لاحقة فقط عندما يشهد طبيبان بوجود خطر على الأم أو الجنين. يجب أن يكون المرضى دون السن القانونية برفقة شخص بالغ موثوق به لحضور الاجتماعات والإجراءات نفسها. يمكن إجراء عمليات الإجهاض في المستشفيات والعيادات وجراحة الطبيب.
قبل إقرار الإصلاحات في عام 2012, كان الطبيب فقط هو الذي يمكنه تحديد ما إذا كانت المرأة «في محنة». لا يُسمح بالإجهاض في الأسابيع الإثني عشر الأولى إلا في حالة وجود تهديد للصحة الجسدية أو العقلية للأم، أو خطر جسيم يتمثل في أن يولد الطفل بمرض خطير أو عيوب خطيرة، أو في حالة الحمل الناتج عن الاغتصاب. يجب على المرضى القاصرين الحصول على موافقة الوالدين على الإجهاض، ولا يمكن إجراء عمليات الإجهاض إلا في المستشفيات والعيادات.
يختار العديد من الأطباء في لوكسمبورغ عدم تقديم خدمات الإجهاض كمستنكفين ضميريًا. يُطلب من الأطباء الذين يختارون عدم إجراء الإجهاض، أو غير قادرين على القيام بذلك، إحالة المريضة إلى ممارس طبي آخر بموجب قانون 2012.